# Alos-Sibas-Abense
Alos-Sibas-Abense (in basco Aloze-Ziboze-Onizegaine) è un comune francese di 293 abitanti situato nel dipartimento dei Pirenei Atlantici nella regione della Nuova Aquitania.

## Società

### Evoluzione demografica
Abitanti censiti

## Storia
Sibas fu unita ad Alos il 23 ottobre 1843 per formare Alos-Sibas.
Il 16 aprile 1859, a seguito dell'annessione di una parte del territorio di Abense-de-Haut, il comune prese il nome di Alos-Sibas-Abense.
Il comune di Abense-de-Haut scomparve quello stesso giorno, venendo il suo territorio suddiviso tra Alos-Sibas e Tardets-Sorholus.